# عنس (روستا)
 عنس  (در عربی:  عَنس )
نام روستایی است در دهستان المَذبَح از توابع استان لَحِج در کشور یمن در شبه جزیره عربستان.

## جمعیت
جمعیت آن (۷۰) نفر (۸ خانوار) می‌باشد.